# Farès Aggoune
 (décembre 2018).
Si vous disposez d'ouvrages ou d'articles de référence ou si vous connaissez des sites web de qualité traitant du thème abordé ici, merci de compléter l'article en donnant les références utiles à sa vérifiabilité et en les liant à la section « Notes et références ».
Farès Aggoune est un footballeur algérien né le 7 mai 1990 à Alger. Il évolue au poste de défenseur au MO Béjaïa.

## Biographie
Farès Aggoune née à Bologhine en Algérie le 7 mai 1990. Ce gaucher de 31 ans évolue aujourd'hui au poste de latéral gauche au Nasr Athletic Hussein Dey.

## Palmarès
- Vice-champion d'Algérie en 2016 avec la JS Saoura.